# Eublemma grata
Eublemma grata là một loài bướm đêm trong họ Erebidae.